# 阴山乌头
阴山乌头（学名：Aconitum flavum var. galeatum）为毛茛科乌头属下的一个变种。

## 扩展阅读
- 維基物種上的相關：阴山乌头